# Arnaud Di Pasquale
Arnaud Di Pasquale est un joueur de tennis français, professionnel de 1998 à 2006, né le 11 février 1979 à Casablanca (Maroc).
Il a connu la plupart de ses meilleurs résultats au début de sa carrière senior, entre 1998 et 2000, période durant laquelle il a remporté un titre ATP en simple, atteint une autre finale, remporté une médaille de bronze aux Jeux olympiques de Sydney et occupé la 39e place mondiale.

## Biographie

### Jeunesse
Comme Guy Forget, il naît à Casablanca où il grandit, sa famille y étant installée depuis deux générations. Il a un frère jumeau[source insuffisante], Jean-Marc. C'est au Cercle amical français de Casablanca qu'il débute au tennis, inspiré par sa mère joueuse amatrice. C'est là qu'il rencontre Pierric Montant qui, au vu de ses compétences en 1991, a l'idée de proposer à son père une tournée d'été de six tournois en France, en Poitou-Charentes et dans les Pays de la Loire. Arnaud Di Pasquale les remporte tous bien qu'il n'ait jamais joué sur une autre surface que la terre battue auparavant.
Bernard Tapin, conseiller technique régional de la ligue de Poitou-Charentes, propose alors à ses parents d'intégrer Arnaud au tennis-études régional de Poitiers. Après un premier trimestre, il intègre le tennis-études national, toujours à Poitiers, où il rencontre Dominique Poey, lequel sera plus qu'un entraîneur pour lui, le soutenant notamment lorsqu'il perd sa mère en août 1992 d'un cancer du sein, ce drame le rendant finalement très fort mentalement.
Il reste pendant trois saisons à l'INSEP dans le bois de Vincennes avec pour compagnons de promotion dont Nicolas Devilder et Olivier Patience. Il travaille avec Hervé Gauvain, Louis Borfiga, Yannick Queré, Georges Goven et Paul Quétin. C'est aussi à l'INSEP qu'il rencontre Delphine Baudin, qui est un temps sa compagne.
À partir de 1996, il s'installe à Paris, en grande partie à Roland-Garros, où il s'entraîne avec Alain Solvès, ancien conseiller technique régional de Seine-et-Marne et originaire, comme lui, du Maroc.
En 1997, il est sacré champion du monde juniors à l'Orange Bowl, année de sa victoire à l'US Open junior et il finit l'année numéro 1 mondial junior.

### Carrière
Il dispute sa première finale sur le circuit ATP en 1998 à Bucarest, et domine pour la première fois un joueur classé parmi les quinze premiers mondiaux, Albert Costa, à Lyon. En une saison, il s'est catapulté de la 572e à la 81e place mondiale, soit la plus belle progression des nouveaux arrivants parmi les cent premiers dans la hiérarchie de l'ATP World Tour.
Il remporte son unique titre en simple sur le circuit ATP sur la terre battue de Palerme en 1999 ; il bat à cette occasion Àlex Corretja (no 10) en quart de finale (6-4, 7-64), avant d'écarter Karim Alami en demi-finale puis Alberto Berasategui en finale.
Sa meilleure performance est la médaille de bronze obtenue aux Jeux olympiques de Sydney en 2000, au cours desquels il bat les trois têtes de séries de sa partie de tableau : Nicolas Kiefer no 13 mondial, Vladimir Voltchkov no 68, Magnus Norman no 4 (7-64, 7-62), et Juan Carlos Ferrero no 12. Échouant en demi-finale contre le futur vainqueur, Ievgueni Kafelnikov (4-6, 4-6), il remporte ensuite le match pour la 3e place face au jeune espoir Roger Federer (7-65, 6-77, 6-3).
En 2000, il bat également Pete Sampras, no 2 mondial, lors des Masters de Hambourg.
En 2001, il s'offre une nouvelle victoire de prestige face à Marat Safin, alors no 1 mondial, lors des Masters de Monte-Carlo.
Il atteint deux fois les huitièmes de finale en Grand Chelem à Roland-Garros en 1999 et en 2002.
Il remporte également deux tournois Challengers à Příbram en 1998 et à Ljubljana en 2002.
Le jeudi 4 janvier 2007, à vingt-sept ans, il annonce sa retraite anticipée pour cause de blessures à répétition.

### Après carrière
En 2007, au début du tournoi de Roland-Garros, il s'occupe de l'opération « Urban Tennis » lancée par Adidas : un sport outcourt qui se joue dans la rue et qui est un mix entre le tennis et le football.
Il suit la formation réservée aux sportifs de haut niveau à Sciences Po, alors qu'il avait arrêté ses études en première.
Il est consultant sur L'Équipe TV et Canal + entre 2007 et 2009. Il est pendant un an agent de joueurs, dont Marion Bartoli. En 2012, il devient consultant pour France Télévisions notamment lors de la Coupe Davis et du tournoi de Roland-Garros. En 2017, il collabore avec Eurosport pendant Roland-Garros. Il commente les phases finales de la Coupe Davis 2019 sur TMC. Durant les Jeux olympiques 2020 à Tokyo, il est consultant pour Eurosport et commente les matchs de tennis.
De fin 2009 à juin 2013, il est coordinateur à la FFT puis responsable du haut niveau masculin.
Le 13 avril 2013, il est nommé DTN du tennis français en remplacement de Patrice Hagelauer, parti à la retraite. Il prend ses fonctions le 1er juillet 2013. Il annonce son départ anticipé le 7 janvier 2017.
Il a fondé une entreprise avec son ancien entraîneur Alain Solves, nommée Perform Consulting, qui intervient en entreprise sur des thèmes comme la gestion de la pression ou le rebond après l’échec.
En mars 2021, il est nommé Directeur du padel à la FFT. Il a pour mission de « piloter la nouvelle stratégie de développement du padel en France » qui comprend 4 axes essentiels :
1. La création d'une licence (afin de mieux reconnaître la discipline) ;
2. Le renfort du lien entre la FFT et les clubs, en mettant en place un soutien financier ;
3. L'approfondissement de la formation et de l'enseignement ;
4. La croissance de la position de la France sur la scène internationale et la collaboration avec la Fédération internationale (IFP).

### Vie privée
Il se marie civilement le vendredi 8 juin 2007 avec pour témoin Arnaud Clément. Père d´un fils (Arthur) et d'une fille (Romy), il vit avec sa femme Audrey à Biarritz.

## Palmarès

### Titre en simple messieurs
| No | Date       | Nom et lieu du tournoi                        | Catégorie   | Dotation  | Surface      | Finaliste           | Score    |  |
| -- | ---------- | --------------------------------------------- | ----------- | --------- | ------------ | ------------------- | -------- |  |
| 1  | 04-10-1999 | Campionati Internazionali di Sicilia, Palerme | Int' Series | 325 000 $ | Terre (ext.) | Alberto Berasategui | 6-1, 6-3 |  |

### Finale en simple messieurs
| No | Date       | Nom et lieu du tournoi  | Catégorie   | Dotation  | Surface      | Vainqueur        | Score         |  |
| -- | ---------- | ----------------------- | ----------- | --------- | ------------ | ---------------- | ------------- |  |
| 1  | 14-09-1998 | Romanian Open, Bucarest | Int' Series | 475 000 $ | Terre (ext.) | Francisco Clavet | 6-4, 2-6, 6-2 |  |

### Autres
- Titre en simple au Challenger de Příbram en 1998
- Jeux olympiques :  Médaille de bronze aux JO de 2000
- Titre en simple au Challenger de Ljubljana en 2002

## Parcours dans les tournois duGrand Chelem

### En simple
| Année | Open d'Australie | Open d'Australie | Internationaux de France | Internationaux de France | Wimbledon       | Wimbledon        | US Open         | US Open         |
| ----- | ---------------- | ---------------- | ------------------------ | ------------------------ | --------------- | ---------------- | --------------- | --------------- |
| 1998  | —                | —                | 1er tour (1/64)          | O. Delaître              | —               | —                | 2e tour (1/32)  | M. Kohlmann     |
| 1999  | 1er tour (1/64)  | Stéphane Huet    | 1/8 de finale            | A. Medvedev              | 1er tour (1/64) | Tim Henman       | 1er tour (1/64) | Fredrik Jonsson |
| 2000  | —                | —                | 1er tour (1/64)          | G. Gaudio                | 2e tour (1/32)  | M. Philippoussis | 2e tour (1/32)  | Andrei Pavel    |
| 2001  | 1er tour (1/64)  | Roger Federer    | 1er tour (1/64)          | Jiří Novák               | —               | —                | 1er tour (1/64) | J. C. Ferrero   |
| 2002  | —                | —                | 1/8 de finale            | Marat Safin              | —               | —                | —               | —               |
| 2003  | 1er tour (1/64)  | Olivier Rochus   | —                        | —                        | —               | —                | —               | —               |
| 2004  | —                | —                | 1er tour (1/64)          | L. Hewitt                | —               | —                | 1er tour (1/64) | F. López        |
|       |                  |                  |                          |                          |                 |                  |                 |                 |
| 2006  | —                | —                | Q1                       | Antony Dupuis            | —               | —                | —               | —               |

N.B. : à droite du résultat se trouve le nom de l'ultime adversaire.